# 王繇
王繇（?—?），又作王瑶，唐代相州安阳县（今河南省安阳市）人，祖籍琅邪郡临沂县（今山东省临沂市）。唐玄宗的驸马。
王繇是光禄卿王同皎的儿子。王同皎娶唐中宗之女定安公主，王同皎刺杀武三思不成，被杀。定安公主再嫁韦濯、崔铣，开元二十一年（733年）二月，定安公主去世。王繇请求母亲与父親合葬。给事中夏侯銛驳奏：“公主义绝王氏，恩成崔室，逝者有知，同皎将拒诸泉”，崔铣也向唐玄宗诉苦，唐玄宗听从。但是夏侯銛贬为泸州都督。
开元十年（732年），王繇娶唐玄宗长女永穆公主，唐玄宗敕有司依太平公主故事。僧一行以为唐高宗末年，只有一女，所以特加其礼。太平公主骄僭，最后获罪，不应引以为例。唐玄宗采纳其言。王鉷之子王准为卫尉少卿，出入宫中，以斗鸡侍奉唐玄宗左右。王准率人经过驸马王繇私第，王繇望尘趋拜，王准用弹弓，命中王繇巾冠之上，王繇玉簪折断，他们哈哈大笑。之后致酒乐，永穆公主亲自奉陪。王准走了之后，有人对王繇说：“鼠辈虽仗着他父亲的势力，但是公主是皇帝爱女，这样皇帝岂不介意？”王繇说：“天子之怒无所畏，但性命系七郎（王准），安敢不尔！”王繇袭琅邪郡公，官至太子詹事，赠太子太傅，谥懿。

## 家庭

### 父母
- 王同皎，东晋丞相王导之后，南陈驸马都尉王宽曾孙。
- 定安公主李氏，唐中宗李显女，后改嫁韋濯、崔銑。

### 夫人
- 永穆公主李氏，唐玄宗李隆基长女。

### 儿子
- 王诠，银青光禄大夫、鸿胪寺卿、驸马都尉、上柱国、新太县开国公，娶肃宗第六女永和公主，追赠仆射。
- 王训（？—768年），光禄卿，先娶嗣纪王李纤诚之季女，后娶玄宗废太子李瑛之女博平郡主（732—780年）。
- 王谅，光禄卿、鸿胪少卿，袭琅琊郡公，娶许王李素节之孙、褒信郡王李璆之季女。

### 孙子女
| 姓名                     | 備註                                         |
| ------------------------ | -------------------------------------------- |
| 王演 王潜 王津           | 王诠和永和公主子。                           |
| 王氏                     | 王诠和永和公主女，丹王李逾妃。               |
| 王𨙸 王鄅                | 王训和博平郡主子。                           |
| 王邮 王鄂 王邠 王鄃 王鄠 | 王谅子。                                     |
| 王氏                     | 王谅女，适前江陵府公安县令段宥。             |
| 王氏                     | 王谅女，前大理评事李係，晚年出家，法号悟真。 |
| 王氏                     | 王谅女，太原府祁县尉李肃。                   |